# Organo da teatro
L'organo da teatro, anche conosciuto in Inghilterra come cinema organ, è un tipo particolare di organo a canne originariamente sviluppato nei primi tre decenni del XX secolo, per eseguire musiche ed effetti sonori di accompagnamento al cinema muto. Gli organi da teatro sono generalmente caratterizzati dalla particolare forma a ferro di cavallo delle voci e degli effetti disposti sopra ed attorno alla tastiera delle loro consolle. Considerata la loro disposizione centrale nei luoghi di intrattenimento popolare, le consolle dell'organo da teatro erano generalmente decorate in modo vistoso, con tastiere dai colori brillanti e dipinti di rosso, nero ed oro. Le consolle erano poi spesso illuminate dall'interno.
Un esempio spettacolare ed originale di organo da teatro è il Rhinestone Barton, installato nel 1928 nell'allora RKO Iowa Theatre (oggi conosciuto come Theatre Cedar Rapids a Cedar Rapids, Iowa). La consolle di questo organo a tre tastiere è completamente ricoperto di feltro nero incastonato di glitter in vetro. Un altro esempio molto originale di organo da teatro è il 3/13 Barton del teatro del Michigan di Ann Arbor. Uno dei più grandi organi mai costruiti fu il Barton 6 tastiere a 52 tasti installato al Chicago Stadium.

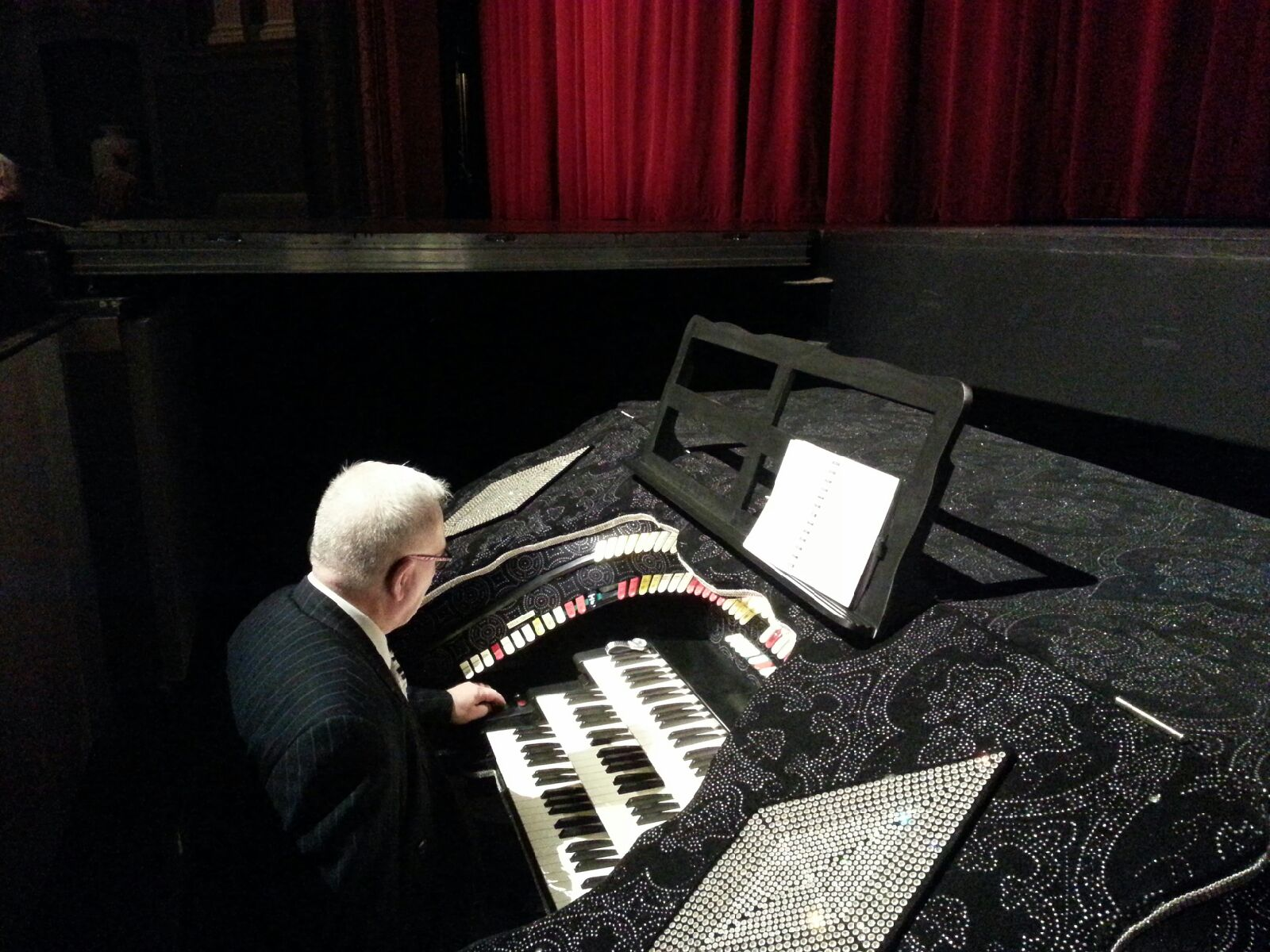
Consolle spettacolare dell'organo da teatro Rhinestone Barton, installato al Theatre Cedar Rapids (allora conosciuto come RKO Iowa Theatre), Cedar Rapids, Iowa

Quando il concetto di organo da teatro fu socialmente accettato, questi strumenti vennero installati nei luoghi più disparati: auditorium civici, arene dello sport, residenze private ed anche chiese. Tra il 1915 ed il 1933 furono installati oltre 7000 organi negli USA, ma oggi ne rimangono meno di 40 conservati nelle condizioni originali.

## Storia
Originariamente i film venivano accompagnati dalle orchestre da golfo mistico la dove lo spazio lo permetteva, oppure da pianisti da golfo mistico negli spazi più piccoli. I primi organi installati in un teatro, altro non erano che comuni organi da chiesa, spesso con le canne a vista. Tali organi risultavano però inadatti alle necessità del teatro che aveva bisogno di creare accompagnamenti per film, spettacoli teatrali oppure per suonare le arie popolari del periodo corrente. I primi esempi che concettualmente rispondevano ai veri organi da teatro, erano strumenti preparati con meccanismi di suono automatico con schede forate come il più noto pianoforte meccanico. L'emigrante inglese Robert Hope-Jones ebbe un'idea migliore che chiamò unit orchestra e che fu sviluppata dalla Rudolph Wurlitzer Company di North Tonawanda, New York. Nacque così il nuovo strumento inizialmente chiamato Wurlitzer Hope Jones Unit-Orchestra, o più semplicemente organo da teatro. Questo modello fu subito accolto bene dalle sale di teatro, che potevano anche scegliere un'estetica personalizzata.
Presto questo tipo di strumento trovò altri produttori che lo copiarono e migliorarono, e fra questi la Bartola Musical Instrument Company di Oshkosh (Wisconsin) (costruttori degli organi Barton), Page Organ Company di Lima (Ohio), la Marr & Colton Company of Warsaw (New York), e la Robert-Morton Company di Van Nuys (California) (i cui modelli erano conosciuti come Wonder Morton). Vi furono poi aziende già impegnate nella produzione di organi da chiesa che iniziarono a produrre organi da teatro e tra queste la Kimball Company di Chicago (Illinois), la Wicks Organ Company di Highland (Illinois), M.P. Moller di Hagerstown (Maryland), e la Austin Organs di Hartford (Connecticut). Nel Regno Unito erano invece importanti costruttori di organi da teatro la John Compton Organ Company e la William Hill & Son & Norman & Beard Ltd..
In Europa invece, l'organo da teatro fece la sua comparsa solo dopo la prima guerra mondiale con il crescere del numero di sale cinematografiche. Alcuni strumenti venivano dalla Wurlitzer, ma perlopiù i costruttori erano tedeschi come la M. Welte & Söhne e la Walcker oppure olandesi come la Standaart.
Con l'avvento del sonoro, gli organi da teatro rimasero in molte sale per accompagnare le pause con musica dal vivo. Comunque, dopo l'"eta d'oro" degli anni '20 e '30, molti organi vennero dismessi o venduti alle chiese, a case private, a musei o ristoranti. Negli anni '50, spesso chiamati il secondo periodo d'oro dell'organo, lo sviluppo delle registrazioni ad alta fedeltà e del fonografo, fecero riaccendere l'interesse negli organi. Questo periodo vide anche la nascita della American Theatre Organ Society (ATOS), inizialmente chiamata la American Theatre Organ Enthusiasts (ATOE).